# Pietro da Cortona
Pietro da Cortona (magyarosan: Cortonai Péter), eredetileg Pietro Berrettini (Cortona, 1596. november 1. – Róma, 1669. május 16.) itáliai festő és építész, a barokk kiemelkedő képviselője. Ezen kívül anatómus is volt.
Munkássága leginkább dekoratív freskóiról és festményeiről ismert; az egyik fő munkája az Isteni Gondviselés diadala. A római érett barokk egyik legfontosabb képviselője.
VIII. Orbán pápasága idején – akiről portrét festett – Bernini és Borromini mellett az egyik fő építész volt Rómában.

## Munkássága
1596-ban született egy toszkánai kisvárosban. Fiatal korában személyes művésztanárával, Andrea Commodival együtt Rómába költözött, amely nagy inspirációt jelentett számára. A fiatal Cortona különösen kedvelte a Rómában festőként dolgozó Annibale Carracci műveit. 
Egyik legnagyobb műve a római Palazzo Barberini palota mennyezetének művészi megtervezése volt. A freskó, amely az "Isteni gondviselés és a Barberini-dicsőség allegóriája" címet viseli, nagyban hozzájárult ahhoz, hogy mély hatást gyakoroljon a kor művészeti életére. A kor emberének az a benyomása támadt, mintha mélyen a mennybe nézne. 
Sikeres építész is volt. Bár a festészethez képest kevés időt fordított ezen területre, ötletei annál innovatívabbak voltak. Ő tervezte például a római "Santa Maria della Pace" templom egyedülálló homlokzatát. 
Számos anatómiai rajzot is készített. Megfigyelőként részt vett a holttestek boncolásán, majd rajzokat készített, amelyeket más stílusok elemeivel kombinált. Például klasszikus antik oszlopok elé állított egy nőt, akinek a hasát felvágták. Az „écorché” (bőrétől megnyúzott) figuráinak szokatlan pozíciói megfelelnek más reneszánsz és barokk anatómiai művészek ábrázolási stílusának.. Ma úgy tartják, hogy a Tabulae anatomicae művének rajzait 1618 körül kezdte el.

## Művei

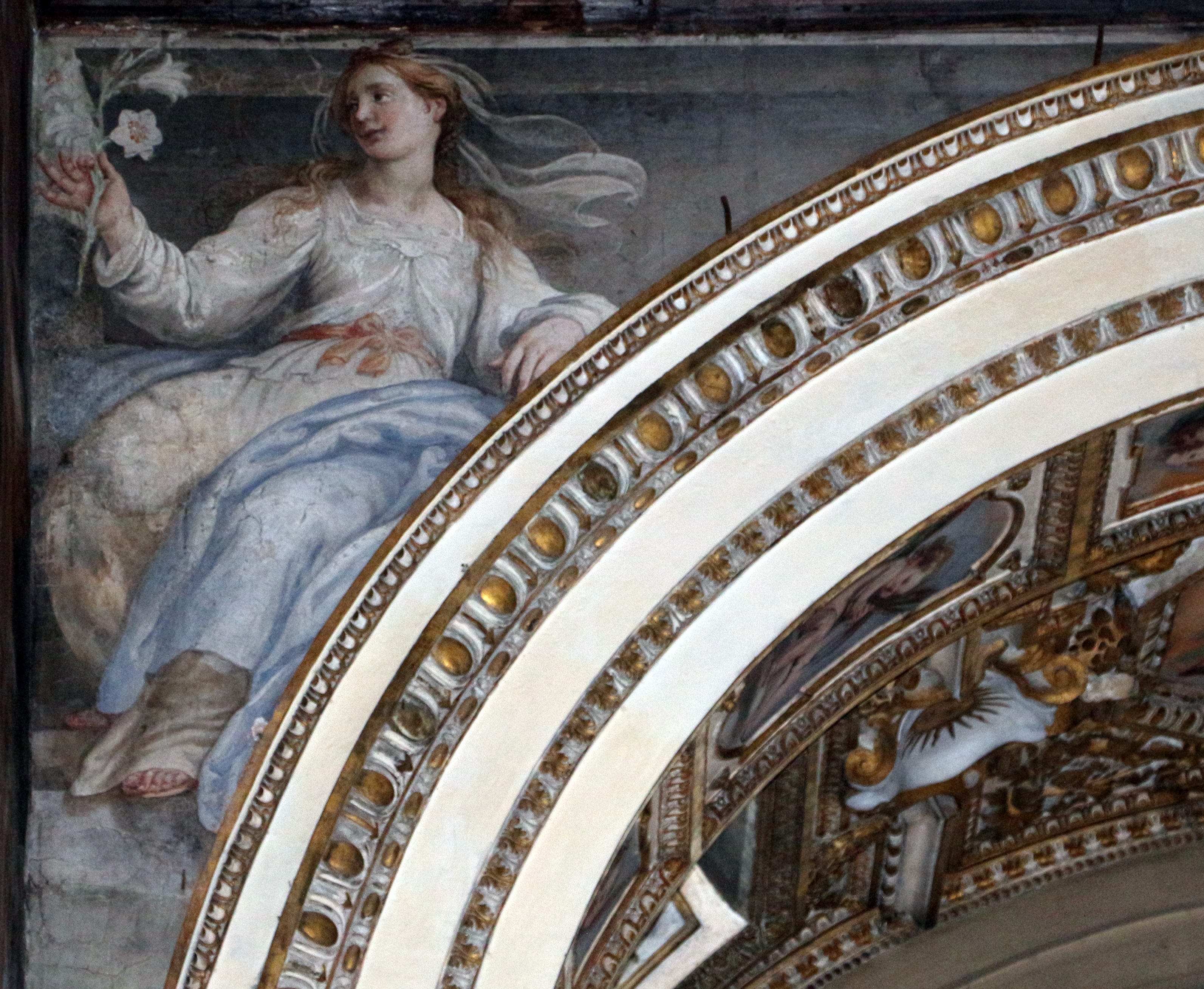
1624–1626, freskó a Santa Bibianában, Rómában

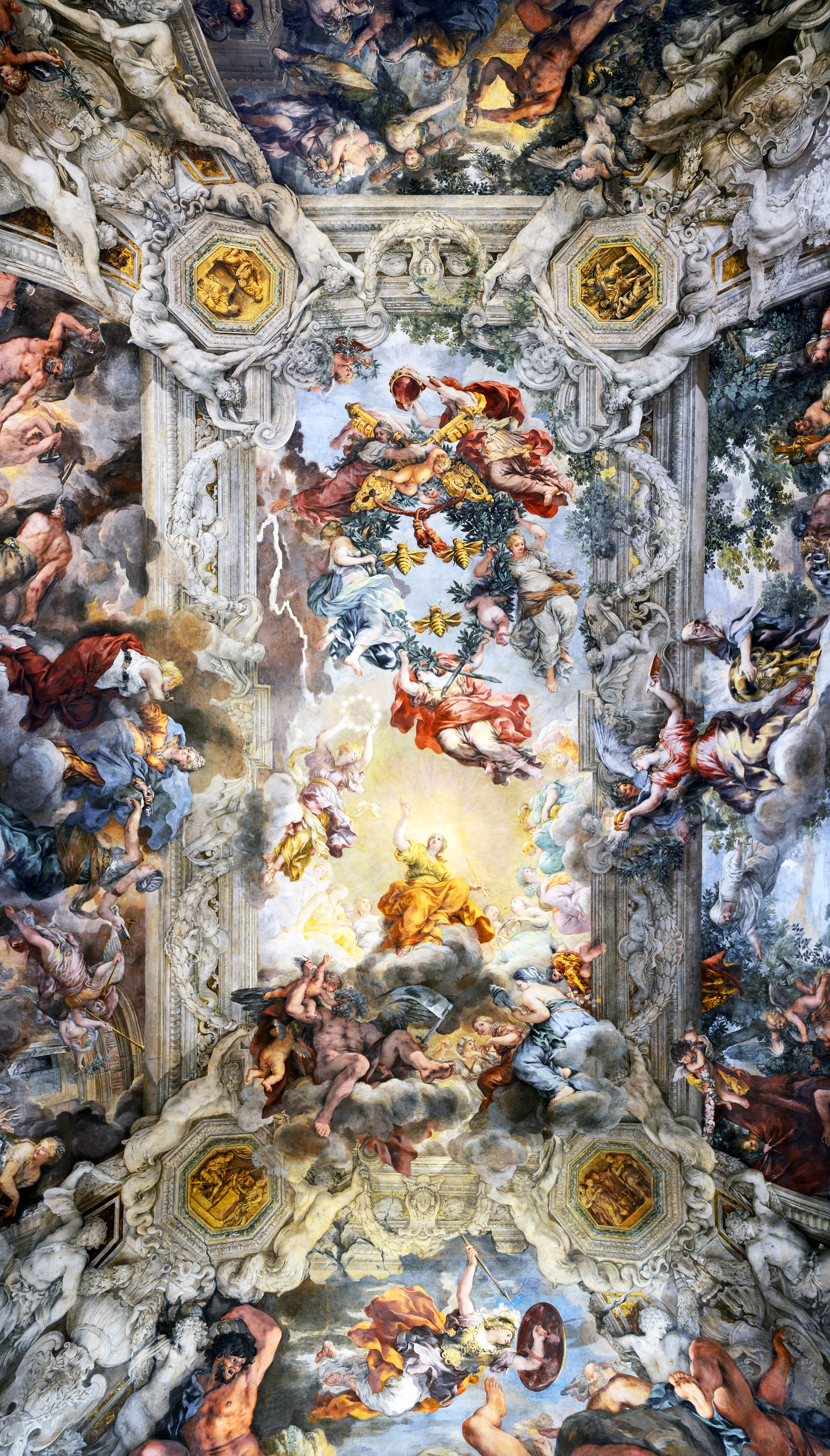
Az Isteni Gondviselés diadala, 1633, Palazzo Barberini

#### freskók
- Freskók a Villa Arrigoniban (ma: Muti), Frascati, 1616
- Freskók a Palazzo Mattei di Giove galériájában, Róma, 1622–1623
- Freskók a római Santa Bibiana templomban, 1624–1626
- Mennyezeti freskó a Chiesa Nuova (Santa Maria in Vallicella) templomban, Róma, 1633
- Freskók a San Lorenzo in Damaso-ban, Rómában, kb. 1634–1635
- Az isteni gondviselés diadala (vagy A Barberini dicsősége ) és más jelenetek, mennyezetfreskók a római Palazzo Barberiniben, 1632–1639
- A négy korszak, Sala della Stufa, Palazzo Pitti, Firenze, 1637–1640
- Mennyezeti freskók (Vénusz, Jupiter, Mars és Apollo; utóbbit Ciro Ferri készítette), Palazzo Pitti, Firenze, 1640–1647
- Freskók a Chiesa Nuovában (Santa Maria in Vallicella), Róma, 1648–1651 (kupola), 1655–1659 (tribün), 1664–1665 (hajó)
- Jelenetek az Aeneisből, mennyezeti freskók a Palazzo Pamphilj galériájában, Róma, 1651–1654
- Jelenetek Dávid életéből, Quirinal palota, Róma

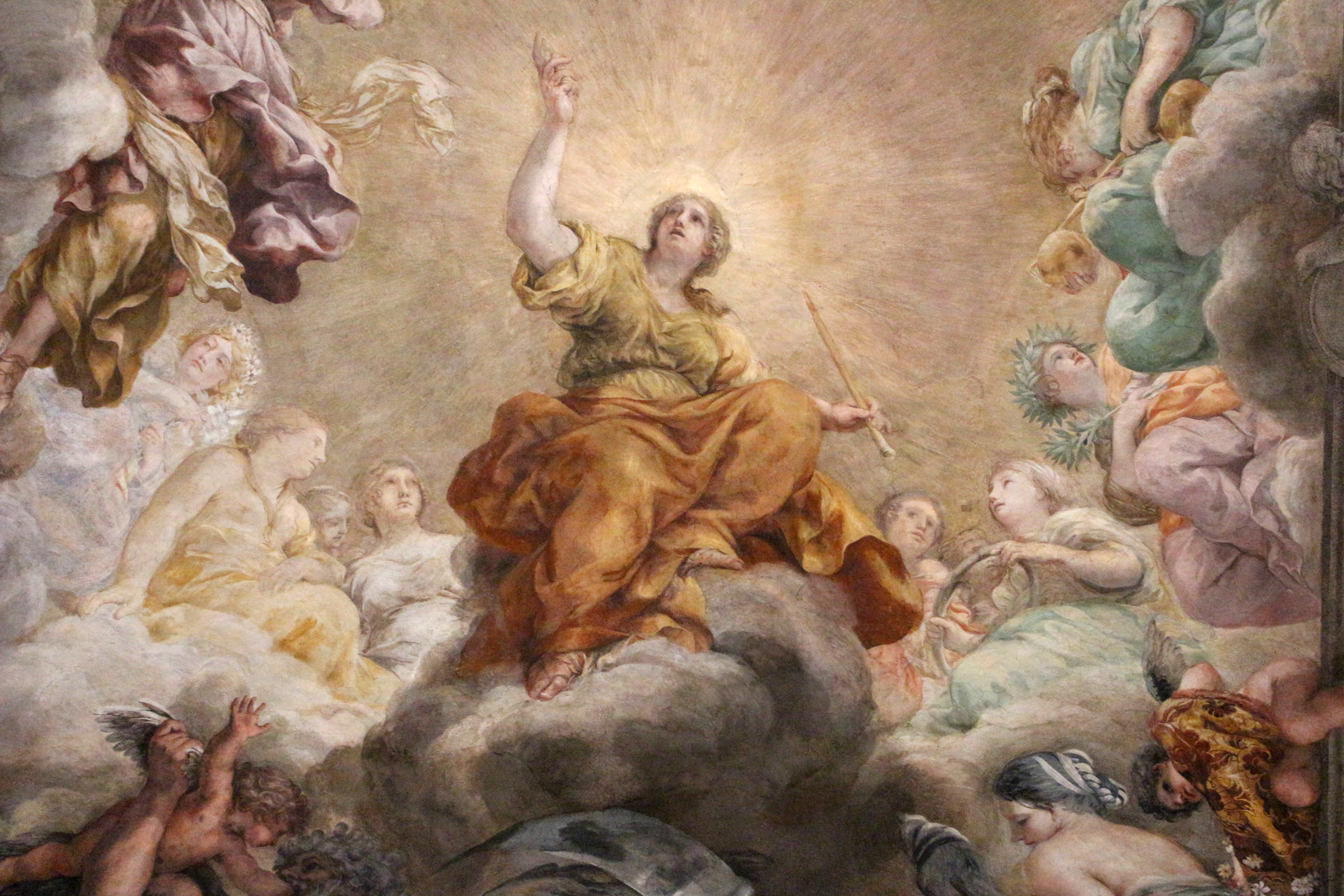
Barberini, Róma)
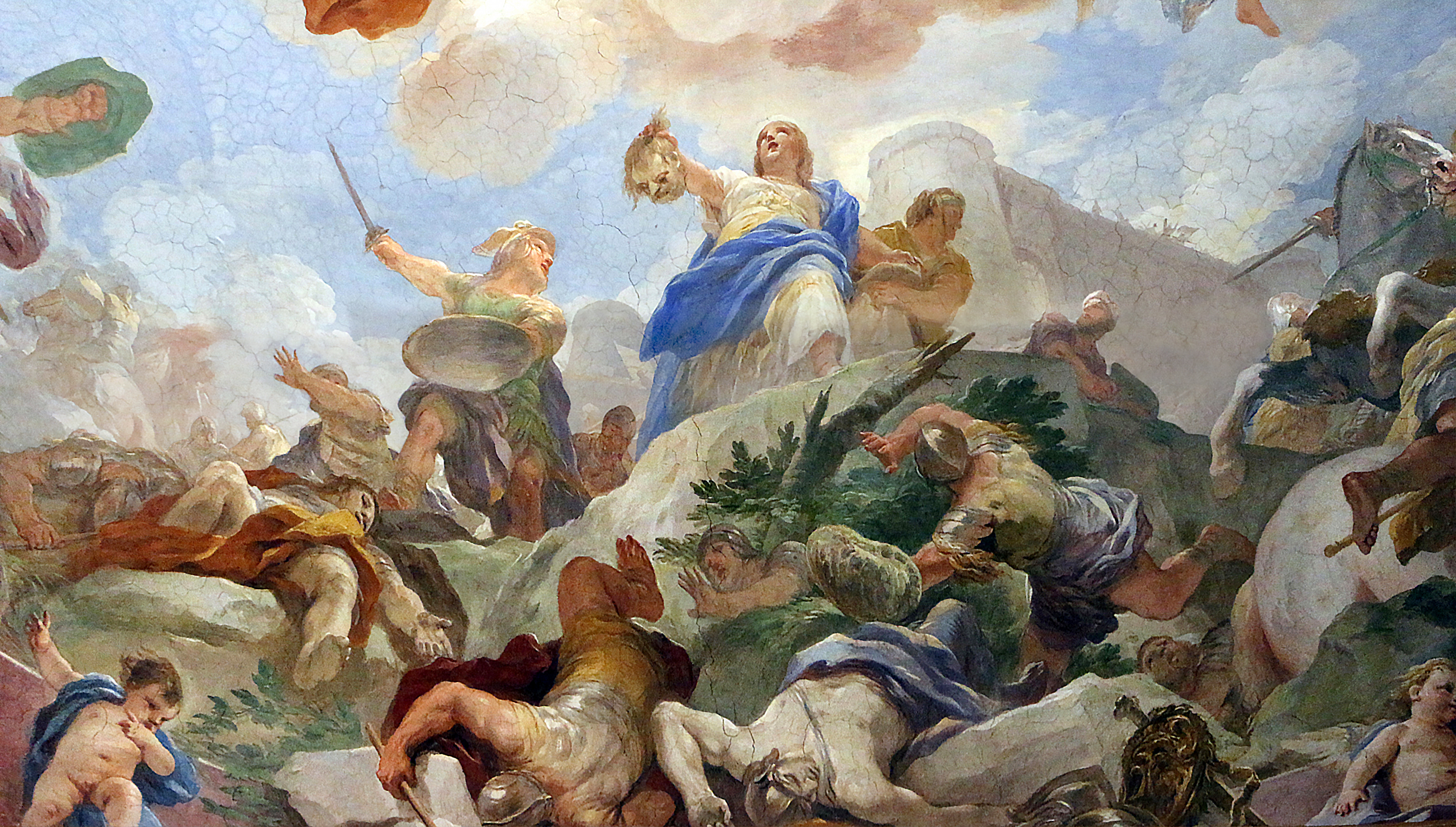
Sacrestia di San Martino, Nápoly
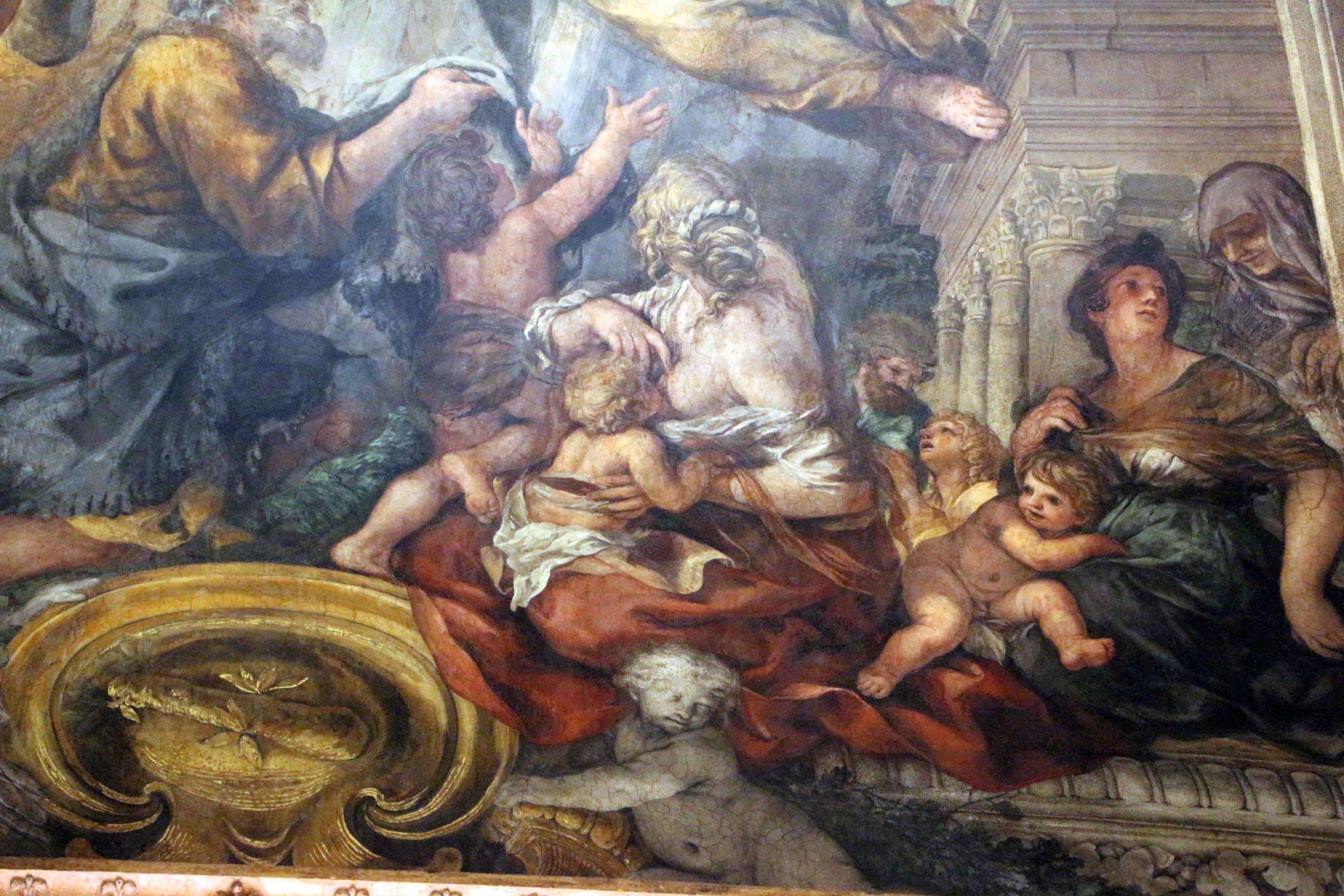
az Isteni Gondviselés diadala, részlet

#### olajfestmény

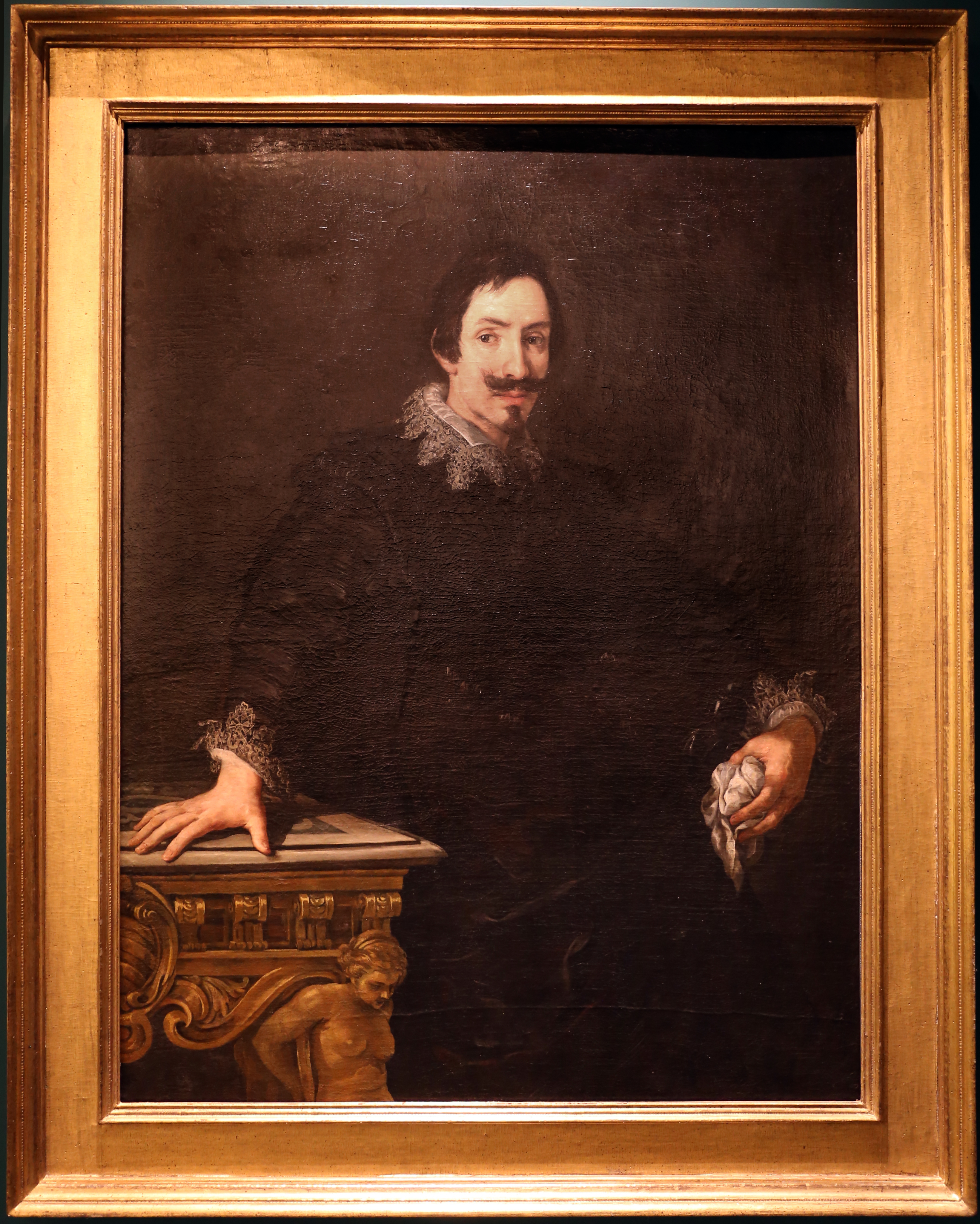
Marcello Sacchetti portréja, 1623 körül, Galleria Borghese, Róma

- Polyxena feláldozása és Bacchus diadala , kb. 1620–1624, Pinacoteca Capitolina, Róma
- Giulio Sacchetti bíboros portréja ,
- A szabin nők megerőszakolása , Sándor-csata , 1626 után Pinacoteca Capitolina, Róma
- Madonna a gyermekkel és a négy szent, kb. 1626–1628, a Cappella Passerini számára a Sant Agostino-templomban Cortonában, 1628.
- A Madonna megjelenik, 1628–1629, (eredetileg a Frascati-i kamalduliak számára) Toledói Múzeum (USA)
- Hágár visszatér Ábrahámhoz, kb. 1637, Kunsthistorisches Museum, Bécs
- Vénusz mint vadász megjelenik Aeneas előtt, párizsi Louvre
- Ecstasy of St. Alessio , 1640 körül, Galleria Corsini, Firenze (másolata a templomban, San Filippo Neri, Nápoly)
- Pihenés az Egyiptomból való menekülés közben, 1643 körül, Alte Pinakothek, München
- Krisztus születése, 1643, (eredetileg Chiesa Nuova, Perugia) Pinacoteca Nazionale, Perugia
- Cesar visszahelyezi Kleopátrát Egyiptom trónjára, 1643 körül, Musée des Beaux-Arts, Lyon
- Romolus és Rémus Faustulusnál talál menedéket, 1643 körül, Louvre, Párizs
- Augustus és a Szibilla, 1643 körül, Musée des Beaux-Arts, Nancy
- Marcello Borghese, Galleria Borghese, Róma
- A Madonna megjelenik Szt. Ferencnek, Pinacoteca Vaticana, Róma
- Senofonte áldozata Dianának, 1653,
- Szt. Laurentius mártíromsága. 1653, Santi Michele e Gaetano, Firenze
- Szt. Martina mártíromsága. 1656, San Francesco, Siena
- Őrangyal (VII. Sándornak), 1656, Galleria Nazionale d'Arte antica, Róma
- Szent István megkövezése, 1660, Ermitázs, Szentpétervár
- Maria Immaculata, 1660 körül, San Filippo Neri, Perugia
- Keresztre feszítés , 1661, San Tommaso di Villanova templom, Castel Gandolfo
- St. Ivo a szegények ügyvédjeként, 1661, Sant'Ivo della Sapienza templom, Róma (Giovanni Ventura Borghesi befejezte)
- A Szűz születése , 1662 előtt, Louvre, Párizs
- Daniel az oroszlánok barlangjában , 1663, San Daniele, Velence
- Angyali üdvözlet , 1665, San Francesco, Cortona
- Önarckép , 1665 (Toszkána nagyhercegének), Musée Fesch, Ajaccio (Korzika)
- Borromaeo Szent Károly szöget visz Krisztus keresztjéről a pestis ellen, 1667, San Carlo ai Catinari, Róma
- Krisztus megjelenik Szent Ignácnak, 1668, Sant'Ignazio templom, Pistoia
- Születés, San Salvatore in Lauro, Róma

### épületek
- Villa del Pignneto, 1626-1636
- Santi Luca E Martina, Róma, 1634-1650
- Santa Maria Della Pace, Róma, 1656-1657
- A Santa Maria homlokzata a Via Lata-ban, Róma, 1658-1663
- A Louvre tervei, 1664 (nem megvalósított)
- San Carlo Al Corso kupola (Santi Ambrogio e Carlo), Róma,